# خوان دياز (لاعب كرة قدم إسباني)
خوان دياز (بالإسبانية: Juanjo Díaz) هو مدرب كرة قدم ولاعب كرة قدم إسباني، ولد في 8 يناير 1949 في ثيوداد ريال في إسبانيا، وتوفي في 6 ديسمبر 2017 في تاراسا في إسبانيا.